# Wir Enkelkinder
Wir Enkelkinder ist eine deutsche Filmsatire aus dem Jahre 1992 von und mit Bruno Jonas. An seiner Seite treten eine Reihe von Kabarett-Kollegen aus der Münchner Lach- und Schießgesellschaft auf, allen voran Dieter Hildebrandt.

## Handlung
Der Film ist eine kabarettistisch-satirische Zeitreise durch die Bundesrepublik Deutschland der Jahre 1957 bis 1987. Im Zentrum der Geschichte stehen die beiden einstigen Schulfreunde Ulli Lasser und Willi Steiger. In vielem ähnelten sie sich, doch beide sollen in der alten Bundesrepublik sehr unterschiedliche Lebenswege einschlagen. Bei ihrer ersten Liebe, wo sie sich gleichermaßen schüchtern und gehemmt anstellten, waren sie auf gleicher Spur, doch schon hier traute sich der sanfte, progressive Ulli kaum mehr, als von dem Klassenschwarm Claudia nur zu träumen. Mit dem Eintritt ins Erwachsenenalter gingen ihre Wege eines Tages auseinander: Während sich der anpasserische, konservative Willi für eine Politikerlaufbahn bei der „CLU“, einer Verballhornung der CSU, entschied, studierte Ulli, der idealistische Weltverbesserer, lieber auf Lehramt. An der Universität wird er nolens volens von der Studentenbewegung nahezu aufgesogen und gerät, ganz unwillentlich, in die Fänge einer maoistischen Gruppierung. Fremdbestimmt, lässt sich Ulli sogar die zukünftige Frau vorschreiben: Renate.
Die Ehe wird prompt ein Reinfall, aber sein Studium schließt Ulli, der die ganze End-60er- und 1970er-Jahre-Entwicklung von Wohngemeinschaft und Antikriegsdemo über Maoismus bis Frauenbewegung und Ökopaxler-Szene durchlaufen hat, mit Erfolg ab. Jetzt aber sieht er sich mit neuen Problemen konfrontiert. Bei seiner „maoistischen Vergangenheit“ fällt er unter den Radikalenerlass und hat keine Chance auf die Übernahme als Lehrer in den Schuldienst. Ihm zum Verhängnis wird eine überdies Verurteilung wegen „Beleidigung der Bundesrepublik“ während seiner maoistischen Sturm-und-Drang-Zeit, und seine Teilnahme an diversen Demonstrationen brachte ihn gleichfalls in den Fokus des Staatsschutzes. Seit seiner Verurteilung gilt Ulli als vorbestraft. Nun aber ist Alt-Freund Willi zur Stelle und besorgt ihm einen Job als Redakteur bei dem CLU-Haussender Bayerischer Rundfunk, wo dieser unter dem linientreuen Intendanten Dr. von Wuest gerade Karriere zu machen beginnt. Zeitgleich beginnt Willis rasanter Niedergang, und er endet, wie weiland Uwe Barschel in einer Badewanne.

## Produktionsnotizen
Wir Enkelkinder wurde am 5. November 1992 uraufgeführt.
Michael Fengler war Produktionsleiter. Die Bauten und Ausstattung entwarf Werner Achmann und wurde dabei von Rolf Zehetbauer beraten.
Mehrere bekannte Zeitgenossen traten in Gastrollen auf, darunter der Fälscher der Hitler-Tagebücher Konrad Kujau und die beiden einstigen „Jungfilmer“-Regisseure Klaus Lemke und Thomas Schamoni.
Die Besetzung von Hildebrandt als Chef des Bayerischen Rundfunks (BR), eine Art Helmut-Oeller-Parodie, ist nicht ohne Pikanterie, hatte sich doch der CSU-nahe BR aufgrund von Hildebrandts unionskritischen Kabarettauftritten jahrzehntelang an diesem gerieben. Oeller hatte 1986 vergeblich versucht, Hildebrandts Satiresendung Scheibenwischer abzusetzen. Als ihm dies ARD-weit nicht gelang, klinkte sich der BR kurzerhand aus dem laufenden ARD-Programm aus.

## Kritik
„Eine satirische Revue durch 30 Jahre Nachkriegsdeutschland (1957-1987). Ein hintergründiger Spaß, der eine Fülle von Themen aufgreift, auf seiner privaten Ebene liebevollen Spott treibt und in seinen parteipolitischen Bezügen auch brisante Vorfälle aufgreift. Durch Gespür für satirische Überhöhung am richtigen Objekt ist ein weitgehend vergnüglicher Rückblick entstanden.“